# Malcolm Dixon

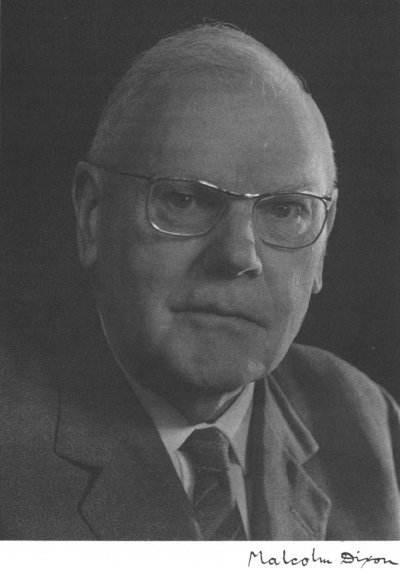
Malcolm Dixon

Malcolm Dixon (* 18. April 1899 in Cambridge; † 7. Dezember 1985 ebenda) war ein britischer Biochemiker.

## Leben
Malcolm Dixon wurde am 18. April 1899 als Sohn von Allick Page Dixon and Caroline Dewe Dixon, geborene Mathews, in Cambridge geboren. Seine Eltern entstammten großen Cambridger Familien. Sein Vater besaß eine Bücherhandlung und seine Mutter war Oberschwester in einem Jungeninternat. Er besuchte die Perse School in Cambridge, musste diese aber auf Grund einer Tuberkuloseerkrankung mit zwölf Jahren verlassen und wurde privat unterrichtet. Mit 16 Jahren begann er sich auf die Aufnahme an der University of Cambridge vorzubereiten und wurde 1917 am Emmanuel College aufgenommen, wo er Naturwissenschaften (Natural Sciences Tripos, NST) studierte. In seinen letzten Studiensemestern wurde sein Interesse für die Biochemie geweckt und 1921 wurde er Doktorand bei Frederick Gowland Hopkins, dem ersten Professor in Cambridge auf diesem Gebiet und späteren Nobelpreisträger für die Entdeckung der Vitamine (mit Christiaan Eijkman). Dixon beschäftigte sich mit der Katalyse durch Enzyme und promovierte 1925 mit der Arbeit: The types of oxidation-reduction system, enzymic and non-enzymic, present in living animal tissues.
Dixon wirkte dann bis zu seiner Pensionierung 1966 an der University of Cambridge in Lehre und Forschung. Er beschäftigte sich unter anderem mit der Isolation und Klassifizierung von Enzymen sowie mit der Kinetik von Enzym-katalysierten Reaktionen. Er wurde später Direktor der Abteilung Enzym-Biochemie und 1956 Vorsitzender der Enzyme Commission der International Union of Biochemistry (IUB), die nach fünfjähriger Arbeit 1961 die EC-Nummern zur Enzymklassifikation einführte. Zu den Studenten von Dixon zählten unter anderem Brigitte A. Askonas, David E. Green und Gregorio Weber.

## Auszeichnungen
- 1942: Fellow der Royal Society
- 1950: Fellow des King’s College

## Werke
- Manometric methods as applied to the measurement of cell respiration and other processes. The University Press, Cambridge 1934 (3. Auflage 1951).
- Multi-enzyme systems. The University Press, Cambridge 1949.
- Mit Edwin C. Webb: Enzymes. Longmans, London 1958 (3. Auflage 1979).